# ZIZ Broadcasting Corporation
ZIZ Broadcasting Corporation, nota anche come ZIZ, è l'ente radiotelevisivo pubblico di Saint Kitts e Nevis. Trasmette dalla capitale Basseterre in inglese e in creolo.

## Storia
Le trasmissioni radiofoniche a Saint Kitts e Nevis iniziarono in via sperimentale a metà anni trenta. La prima stazione ricevette l'identificativo radio "ZIZ"; il suo segnale agli esordi copriva solo la zona della capitale Basseterre. Poi, per un po' di anni, le trasmissioni furono sospese.

Nel secondo dopoguerra, quando molte colonie britanniche erano in cerca di indipendenza, il Regno Unito si rese conto che per restare una potenza di rilievo mondiale aveva bisogno di ripensare i suoi rapporti con le colonie. Mantenere un controllo su un medium che raggiungesse le masse sarebbe stato un mezzo utile a questo scopo, e questo medium era ben incarnato dalla BBC. La BBC fu quindi posta come autorità e modello didattico e intellettuale per ogni colonia attraverso l'Ufficio Coloniale.
L'idea della creazione di una stazione radiofonica a Saint Kitts e Nevis fu discussa per la prima volta nel 1955; il Fondo per lo sviluppo coloniale e il welfare stanziò a questo proposito £16.000, che furono incrementate a £23.000 nel 1959. Si sarebbe trattato di un servizio la cui gestione sarebbe spettata al Governo.
Nel 1960 il Dipartimento per i Lavori Pubblici, con la collaborazione del Dipartimento dell'Elettricità, del Telefono, del Cavo e del Wireless, intraprese la progettazione e la costruzione di uno studio all'interno della Springfield House, sede del Governo, e iniziò a dare una formazione al personale da impiegare nella radio.
In attesa dell'inizio delle trasmissioni regolari, la stazione trasmetteva per un'ora e mezza la sera. Il 5 marzo 1961, dopo due settimane, il Governo di Saint Kitts e Nevis e il Governo federale delle Indie occidentali congiuntamente, inaugurarono ufficialmente la stazione.
ZIZ iniziò a trasmettere per tre ore, dalle 18:00 alle 21:00. Tra i primi programmi radiofonici si ricordano il programma di musica My Kind of Music, il programma per bambini Pepperpot e il Concerto del mercoledì. Venivano trasmessi i dibattiti parlamentari e si ospitavano i ministri del Governo presso gli studi radiofonici per informare la popolazione sulle attività dell'Esecutivo. Si proponevano programmi didattici, comprese delle letture di testi di letteratura. Andavano in onda notiziari e rubriche di attualità sul Paese e sul resto del mondo, rappresentazioni teatrali per adulti e teatrini per bambini. ZIZ Radio trasmetteva anche musica latina, poesia e sport locale e internazionale. Dalla BBC importava fiction e musica, nonché il programma London Calling the Caribbean.
Il 3 dicembre 1972 l'azienda decise di allargare le proprie attività al settore televisivo dando il via alla programmazione di ZIZ Television. A riempire il palinsesto del canale erano fin dall'inizio tutti gli eventi principali legati alla Federazione: sfilate di Carnevale, attività del "mese del turismo", kermesse musicali, notizie del giorno e il festival Culturama sull'isola di Nevis.
Nel 1973, per allargare la propria offerta radiofonica e venire incontro alle maggiori esigenze del pubblico, ZIZ aprì una seconda stazione, ma in FM, ZIZ Big Wave, dedicata interamente alla musica di tutti i generi, in particolar modo ai classici.
Nel 1975 fu aperto un nuovo studio radiofonico a Charlestown, sull'isola di Nevis.
Negli anni ottanta, in seguito all'ottenimento dell'indipendenza del Paese, l'indipendenza dell'azienda crebbe. ZIZ Broadcasting Corporation si affiliò a The Caribbean Media Corporation e Caribbean Broadcast Media Partnership, agenzie di raccolta e distribuzione di notizie e programmi sui principali eventi culturali problematiche politiche riguardanti i Caraibi.
Tra gli anni novanta e gli anni duemila sia i palinsesti delle due stazioni radiofoniche prima, che quello del canale televisivo poi, furono estesi fino a raggiungere una copertura di 24 ore al giorno, delle quali il 90% circa è composto da programmi a carattere locale. Su ZIZ Television i più seguiti risultano essere le due edizioni delle 12:00 e delle 19:00 del suo notiziario, Midday News e Evening News, le dirette di InFocus e Telecomms Talk and Action Sports il martedì, e il programma di intrattenimento The People's Show il mercoledì.
Negli anni duemilaventi ZIZ Television ha deciso di riproporre il suo archivio video, che comincia con gli anni settanta, mandandone in onda ogni giorno varie ore, da mezzanotte alle 16:00, illustrando attraverso le immagini la Storia e lo sviluppo culturale, economico e infrastrutturale di Saint Kitts e Nevis.

## Servizi

### Televisione
- ZIZ TV, canale televisivo generalista, trasmette i suoi programmi 24 ore su 24;

### Radio
- ZIZ Radio, stazione radiofonica generalista 24 ore;
- ZIZ Big Wave, stazione radiofonica interamente dedicata alla musica.

## Ricezione

### Etere
Sia ZIZ TV che ZIZ Radio e ZIZ Big Wave sono disponibili via etere.

### Cavo
La televisione di ZIZ è disponibile anche sul canale n° 5 della rete cablata The Cable sull'isola di Saint Kitts e sul canale n° 2 di Caribbean Cable Communications sull'isola di Nevis.

### Streaming
ZIZ radio e televisione in streaming